# Konrektor
Konrektor ist in Deutschland die Bezeichnung für den stellvertretenden Leiter einer Grund-, Haupt- oder Realschule. Landesrechtlich werden in der Regel außerdem die stellvertretenden Leiter einer Förderschule so bezeichnet. In Bremen werden auch die – in anderen Ländern Prorektor genannten – Stellvertreter des Rektors einer Hochschule mit eigenem Geschäftsbereich als Konrektor bezeichnet. 
Als historische Bezeichnung gibt es auch den Subrektor, der dem Konrektor untergeordnet war.
In der Schweiz besteht auch die Schulleitung eines Gymnasiums aus dem Rektor und einem oder mehreren Konrektoren.
An österreichischen Gymnasien lautet die entsprechende Bezeichnung Administrator, der allerdings nicht als Stellvertreter des Direktors gilt.

## Besoldung
Konrektoren an Grund-, Haupt- und Realschulen in Deutschland werden, je nach Schultyp und Schulgröße, in Besoldungsgruppe A 12 bis A 14 eingestuft.
Besoldungsgruppe A 12: als der ständige Vertreter des Leiters 
- einer Grundschule, Hauptschule oder Grund- und Hauptschule mit 180 bis 360 Schülern – Zweiter Konrektor
- einer Grundschule, Hauptschule oder Grund- und Hauptschule mit mehr als 540 Schülern

Besoldungsgruppe A 13: als der ständige Vertreter des Leiters 
- einer Grundschule, Hauptschule oder Grund- und Hauptschule mit mehr als 360 Schülern
- einer Hauptschule mit Realschul- oder Aufbauzug oder mit einer schulformunabhängigen Orientierungsstufe mit mehr als 180 Schülern

Besoldungsgruppe A 14: als der ständige Vertreter des Leiters 
- einer selbständigen schulformunabhängigen Orientierungsstufe mit mehr als 180 bis zu 360 Schülern
- einer selbständigen schulformunabhängigen Orientierungsstufe mit mehr als 360 Schülern - Realschulkonrektor
- einer Realschule mit mehr als 180 bis zu 360 Schülern
- einer Realschule mit mehr als 360 Schülern – Zweiter Konrektor
- einer selbständigen schulformunabhängigen Orientierungsstufe mit mehr als 540 Schülern – Zweiter Realschulkonrektor
- einer Realschule mit mehr als 540 Schülern